# OPTSAT-3000
OPTSAT-3000 è un satellite militare ottico di tipo IMINT delle forze armate italiane.

## Satellite
OPTSAT-3000 è un satellite militare italiano dotato di una camera ad alta definizione con uno specchio primario da 70 cm di diametro con un grado di risoluzione al suolo di almeno 40 cm. È stato costruito su incarico del Ministero della Difesa italiano da Telespazio S.p.A., Israel Aerospace Industries e CGS. IAI ha costruito il satellite, Telespazio ha gestito come prime contractor la commessa e CGS il contratto di lancio. Il satellite è stato lanciato in orbita eliosincrona dal lanciatore Vega il 2 agosto del 2017 insieme al satellite franco-israeliano VENμS.